# Giải thưởng Ngôi Sao Xanh 2021
Giải thưởng Ngôi Sao Xanh 2021, còn được biết đến là Giải thưởng Gương mặt Điện ảnh và Truyền hình hôm nay 2021 (Tiếng Anh: Face Of The Year Awards 2021) là Giải thưởng Ngôi Sao Xanh lần thứ 8, do Kênh truyền hình TodayTV kết hợp với Tạp chí Thế giới điện ảnh phối hợp tổ chức. Giải thưởng được tổ chức với mục đích tôn vinh những gương mặt điện ảnh, truyền hình đã có nhiều đóng góp xuất sắc trong năm, đồng thời sáng lập ra một sự kiện thường niên có uy tín bậc nhất trong số các giải thưởng về điện ảnh và truyền hình ở Việt Nam hiện nay.
Lễ trao giải Ngôi Sao Xanh 2021 diễn ra tại nhà hát M.PLEX Studios & Theatre, Thành phố Hồ Chí Minh vào lúc 18 giờ ngày 19 tháng 12 năm 2021, truyền hình trực tiếp lúc 20 giờ trên TodayTV và YouTV, livestream trên nền tảng fanpage, youtube TodayTV, TikTok Live.

## Tổ chức

### Ban tổ chức
1. Ông Lâm Chí Thiện: Tổng Giám đốc Tập đoàn IMC – Trưởng Ban Tổ Chức
2. Ông Lâm Anthony: Giám đốc điều hành kênh TodayTV – Thành viên
3. Bà Tô Ánh Nguyệt: Giám đốc điều hành kênh YouTV – Thành viên

### Cơ cấu giải thưởng
Giải thưởng Ngôi Sao Xanh lần 8 - năm 2021 có 27 giải thưởng trao cho 4 hạng mục gồm hạng mục Điện ảnh (10 giải), hạng mục Truyền hình (11 giải), hạng mục Phim chiếu mạng (04 giải) và mở rộng hạng mục Đồng hành (02 giải).

#### Hạng mục phim điện ảnh
Hạng mục phim điện ảnh có 10 giải, trong đó có 2 giải do khán giả bình chọn, còn lại là do hội đồng nghệ thuật chọn lựa.
- Giải do Hội đồng nghệ thuật bình chọn

1. Gương mặt triển vọng.
2. Nam diễn viên chính xuất sắc nhất
3. Nữ diễn viên chính xuất sắc nhất
4. Nam diễn viên phụ xuất sắc nhất
5. Nữ diễn viên phụ xuất sắc nhất
6. Sáng tạo xuất sắc
7. Đạo diễn phim xuất sắc nhất
8. Phim xuất sắc nhất

- Giải do khán giả bình chọn

1. Nam diễn viên được yêu thích nhất
2. Nữ diễn viên được yêu thích nhất

#### Hạng mục phim truyền hình
Hạng mục truyền hình có 5 giải Hội đồng nghệ thuật bình chọn và 6 giải do khán giả bình chọn (3 giải cho phim Việt Nam, 3 giải cho phim nước ngoài).
- Giải do Hội đồng nghệ thuật bình chọn

1. Gương mặt triển vọng
2. Nam diễn viên xuất sắc nhất
3. Nữ diễn viên xuất sắc nhất
4. Đạo diễn phim xuất sắc nhất
5. Phim xuất sắc nhất

- Giải do khán giả bình chọn

1. Nam diễn viên được yêu thích nhất
2. Nữ diễn viên được yêu thích nhất
3. Nam diễn viên nước ngoài được yêu thích nhất
4. Nữ diễn viên nước ngoài được yêu thích nhất
5. Bộ phim truyền hình Việt Nam được yêu thích nhất
6. Bộ phim truyền hình nước ngoài được yêu thích nhất

#### Hạng mục phim chiếu mạng – web drama
Hạng mục phim chiếu mạng gồm 4 giải, trong đó giải "Phim hay nhất" do hội đồng nghệ thuật bình chọn, giải "Phim được yêu thích nhất" do khán giả bình chọn, giải "Nam và nữ diễn viên xuất sắc nhất" do cả khán giả và hội đồng nghệ thuật bình chọn.
1. Phim hay nhất
2. Phim được yêu thích nhất
3. Nam diễn viên xuất sắc nhất
4. Nữ diễn viên xuất sắc nhất

#### Hạng mục phim ngắn trên nền tảngTikTok(Đồng hành)
Đây là năm đầu tiên có hạng mục đồng hành trao cho các phim ngắn trên nền tảng TikTok. Hạng mục ban đầu chỉ dự định trao 1 giải, nhưng sau đó ban tổ chức đã quyết định trao cả 2 giải cho phim hay nhất do hội đồng nghệ thuật bình chọn và được yêu thích nhất do khán giả bình chọn.
1. Phim ngắn trên nền tảng TikTok hay nhất
2. Phim ngắn trên nền tảng TikTok được yêu thích nhất

## Hội đồng nghệ thuật, cố vấn

### Hội đồng nghệ thuật
Thành phần ban giám khảo là những nghệ sĩ, đạo diễn, diễn viên gạo cội, những nhà hoạt động điện ảnh và truyền hình nổi tiếng có uy tín, công tâm và được công chúng mến mộ.
1. Đinh Trọng Tuấn: Nhà báo, Tổng Biên tập Tạp chí TGĐA – Chủ tịch HĐNT
2. NSND Đào Bá Sơn: Đạo diễn – Thành viên
3. Lê Hoàng: Đạo diễn – Thành viên
4. NSND Kim Xuân: Diễn viên – Thành viên
5. Châu Thổ: Biên kịch – Thành viên
6. NSƯT Đỗ Đức Thịnh: Đạo diễn – Thành viên
7. Đoàn Minh Tuấn: Nhà phê bình, Phó Tổng Biên tập Tạp chí TGĐA – Thành viên

### Ban cố vấn
1. PGS. TS Nguyễn Thế Kỷ: Nguyên Tổng Giám đốc Đài tiếng nói Việt Nam
2. TS. Ngô Phương Lan: Chủ tịch Hiệp hội Xúc tiến và phát triển Điện Ảnh Việt Nam

## Danh sách đề cử và đoạt giải
Sau đây là danh sách đề cử đầy đủ của Giải thưởng Ngôi Sao Xanh lần thứ 8.
Chú thích
Giải xuất sắc nhất, hay nhất thể hiện phim và cá nhân giành giải xuất sắc nhất, hay nhất (do Hội đồng nghệ thuật bình chọn)
Giải được yêu thích nhất thể hiện phim và cá nhân giành giải được yêu thích nhất (do Khán giả bình chọn)

### Phim điện ảnh
| Phim hay nhất - Bố già – Vũ Ngọc Đãng, Trấn Thành Nhà sản xuất: Galaxy Studio JSC - Chị Mười Ba 2: Ba ngày sinh tử – Võ Thanh Hòa Nhà sản xuất: Thu Trang General Entertainment Company Limited - Võ sinh đại chiến – Bá Cường Nhà sản xuất: Công ty TNHH Diệp Cơ Entertainment - Gái già lắm chiêu V: Những cuộc đời vương giả – Nam Cito, Bảo Nhân Nhà sản xuất: Công ty TNHH Mar 6 - Thiên thần hộ mệnh – Victor Vũ Nhà sản xuất: Lotte Entertainment Việt Nam - Trạng Tí phiêu lưu ký – Phan Gia Nhật Linh Nhà sản xuất: Công ty cổ phần Studio 68 - Song song – Nguyễn Hữu Hoàng Nhà sản xuất: Công ty TNHH Giải trí CJ HK | |
| Đạo diễn xuất sắc nhất - Vũ Ngọc Đãng, Trấn Thành – Bố già - Võ Thanh Hòa – Chị Mười Ba 2: Ba ngày sinh tử - Bá Cường – Võ sinh đại chiến - Nam Cito, Bảo Nhân – Gái già lắm chiêu V: Những cuộc đời vương giả - Victor Vũ – Thiên thần hộ mệnh - Phan Gia Nhật Linh – Trạng Tí phiêu lưu ký - Nguyễn Hữu Hoàng – Song song | Sáng tạo xuất sắc - Diệp Thế Vinh – Trạng Tí phiêu lưu ký (Giám đốc hình ảnh) - Peter Phạm – Võ sinh đại chiến (Đạo diễn võ thuật) - Nguyễn Ngọc Cường C.U – Võ sinh đại chiến (Giám đốc hình ảnh) - Bảo Nam – Gái già lắm chiêu V: Những cuộc đời vương giả (Thiết kế mỹ thuật) - Đỗ Mạnh Cường – Gái già lắm chiêu V: Những cuộc đời vương giả (Thiết kế phục trang) - Trấn Thành – Bố già (Biên kịch) - Christopher Wong – Thiên thần hộ mệnh (Giám đốc âm nhạc) - Bad Clay Studio – Trạng Tí phiêu lưu ký, Song song (Kỹ xảo) |
| Nam diễn viên chính xuất sắc nhất & Nam diễn viên được yêu thích nhất - Tiến Hoàng – Võ sinh đại chiến (vai Khoa) - Trấn Thành – Bố già (vai Ba Sang) - Hữu Khang – Trạng Tí phiêu lưu ký (vai Tí) - Đức Anh – Trạng Tí phiêu lưu ký (vai Mẹo) - Hoàng Long – Trạng Tí phiêu lưu ký (vai Dần) | Nữ diễn viên chính xuất sắc nhất & Nữ diễn viên được yêu thích nhất - Kaity Nguyễn – Gái già lắm chiêu V: Những cuộc đời vương giả (vai Lý Linh) - Bảo Tiên – Trạng Tí phiêu lưu ký (vai Sửu) - Thu Trang – Chị Mười Ba 2: Ba ngày sinh tử (vai Chị Mười Ba) - Lê Khanh – Gái già lắm chiêu V: Những cuộc đời vương giả (vai Lý Lệ Hà) - Hồng Vân – Gái già lắm chiêu V: Những cuộc đời vương giả (vai Lý Lệ Hồng) - Trúc Anh – Thiên thần hộ mệnh (vai Mai Ly)                                                                   |
| Nam diễn viên phụ xuất sắc nhất - Tuấn Trần – Bố già (vai Quắn) - Kiều Minh Tuấn – Chị Mười Ba 2: Ba ngày sinh tử (vai Thắng Khùng) - Anh Tú – Chị Mười Ba 2: Ba ngày sinh tử (vai Kẽm Gai) - La Thành – Bố già (vai Quý) - Tiến Luật – Song song (vai Ông Sơn) | Nữ diễn viên phụ xuất sắc nhất - Lê Giang – Bố già (vai Cẩm Lệ) - Katleen Phan Võ – Võ sinh đại chiến (vai Trang) - Lê Khánh – Gái già lắm chiêu V: Những cuộc đời vương giả (vai Tôn Nữ Thục Lan) - Ngân Chi – Bố già (vai Bù Tọt) - Amee – Thiên thần hộ mệnh (vai Huyền) |
| Gương mặt triển vọng - Gi A Nguyễn – Võ sinh đại chiến (vai Hoàng) - Khương Lê – Gái già lắm chiêu V: Những cuộc đời vương giả (vai Jonathan Vĩnh Thuỵ) - Hoàng Duy – Trạng Tí phiêu lưu ký (vai Tiểu Tị) - Kim Thư – Trạng Tí phiêu lưu ký (vai Mùi) | |

### Phim truyền hình

#### Việt Nam
| Bộ phim xuất sắc nhất & Bộ phim được yêu thích nhất - Dương thế bao la sầu – Hoàng Mập Nhà sản xuất: Hãng phim Hoàng Thần Tài - Vũ điệu giữa bầy sói – Hoàng Thơ Nhà sản xuất: Lee Entertainment - Cây nước mắt – Nguyễn Xuân Hiệp Nhà sản xuất: Đài Truyền hình Thành phố Hồ Chí Minh - Kẻ sát nhân cô độc – Trần Đức Long Nhà sản xuất: Đài Truyền hình Thành phố Hồ Chí Minh - Cuộc chiến nhân tình – Hoàng Mập Nhà sản xuất: Hãng phim Hoàng Thần Tài - Trong vòng xoay tội ác – Quách Khoa Nam Nhà sản xuất: Công ty DOP - Bồ công anh trước gió – Quách Khoa Nam Nhà sản xuất: Công ty cổ phần Chào Việt Nam - Chống lại số phận – Nhâm Minh Hiền Nhà sản xuất: Hãng phim Ngôi Sao Việt - Bánh mì ông Màu phần 2 – Nguyễn Quang Minh Nhà sản xuất: Công ty Điền Quân | |
| Đạo diễn xuất sắc nhất - Nguyễn Quang Minh – Bánh mì ông Màu phần 2 - Nguyễn Xuân Hiệp – Cây nước mắt - Trần Đức Long – Kẻ sát nhân cô độc - Hoàng Thơ – Vũ điệu giữa bầy sói - Hoàng Mập – Cuộc chiến nhân tình - Hoàng Mập – Dương thế bao la sầu - Quách Khoa Nam – Trong vòng xoay tội ác - Quách Khoa Nam – Bồ công anh trước gió - Nhâm Minh Hiền – Chống lại số phận | Gương mặt triển vọng - Lý Bình – Bánh mì ông Màu phần 2 (vai Minh Quân) - Kim Phượng – Bồ công anh trước gió (vai Minh Tú lúc nhỏ) - Khánh Trinh – Dương thế bao la sầu (vai Phương Linh) - Mã Hiểu Đông – Kẻ sát nhân cô độc (vai Hoàng) |
| Nam diễn viên xuất sắc nhất & Nam diễn viên được yêu thích nhất - Thạch Kim Long – Kẻ sát nhân cô độc (vai Thiếu tá Thái) - Đoàn Minh Tài – Chống lại số phận (vai Huy) - Huy Cường – Bánh mì ông Màu phần 2 (vai Ông Dũng) - Lương Thế Thành – Bánh mì ông Màu phần 2 (vai Minh Khôi) - Lương Thế Thành – Chống lại số phận (vai Minh Tài) - Huy Khánh – Dương thế bao la sầu (vai Hội đồng Bùi) - Quang Sự – Vũ điệu giữa bầy sói (vai Long) - Kyo York – Cây nước mắt (vai Paul) - Lê Vinh – Cây nước mắt (vai Anh 70) - Huỳnh Trường Thịnh – Kẻ sát nhân cô độc (vai Thượng úy Luân) - Đông Dương – Cuộc chiến nhân tình (vai Dương) - Cao Minh Đạt – Trong vòng xoay tội ác (vai Tấn Đăng)                                                                            | Nữ diễn viên xuất sắc nhất & Nữ diễn viên được yêu thích nhất - Việt Hương – Dương thế bao la sầu (vai Bà hội đồng Bùi) - Đàm Phương Linh – Bồ công anh trước gió (vai Minh Tú) - Trương Quỳnh Anh – Bánh mì ông Màu phần 2 (vai Kim Chi) - Hoài An – Bánh mì ông Màu phần 2 (vai Bà Vân) - Thúy Diễm – Chống lại số phận (vai Lan Hương) - Quỳnh Lam – Dương thế bao la sầu (vai Kiều Oanh / Kiều Nhi) - Quỳnh Lương – Vũ điệu giữa bầy sói (vai Quyên) - Linh Chi – Cây nước mắt (vai Nhàn) - Hồng Ánh – Cây nước mắt (vai Chị 50) - Huyền Thạch – Kẻ sát nhân cô độc (vai Trung úy Nghi) |

#### Nước ngoài
| Bộ phim được yêu thích nhất - Cuộc đua tình ái – Arshad Khan - Tình tội lỗi – Ravi Bhushan - Nàng trợ lý của anh – Lục Miêu - Tôi là Busaba – Pook Pantham Thongsang, Karun Komanuwong - Tình án vượt thời gian – Mi Thanawat Panyarin                                                                                            | |
| Nam diễn viên được yêu thích nhất - Rrahul Sudhir – Cuộc đua tình ái (vai Vansh) - Shakti Arora – Tình tội lỗi (vai Kunal) - Vishal Vashishtha – Cuộc đua tình ái (vai Kabir) - Lưu Đặc – Nàng trợ lý của anh (vai Thành Lệ) - Film Thanapat – Tôi là Busaba (vai Saran) - Tao Phiangphor – Tình ái vượt thời gian (vai Hemachat) | Nữ diễn viên được yêu thích nhất - Helly Shah – Cuộc đua tình ái (vai Ridhima) - Aditi Sharma – Tình tội lỗi (vai Mauli) - Drashti Dhami – Tình tội lỗi (vai Nandini) - Tưởng Mộng Tiệp – Nàng trợ lý của anh (vai Lệnh Tầm Tầm) - Bee Namthip – Tôi là Busaba (vai Busaba) - Ferny Nopjira – Tình ái vượt thời gian (vai Pitchaya) |

### Phim chiếu mạng – Web drama
| Phim hay nhất & Phim được yêu thích nhất - Chuyện xóm tui phần 2 – Nhật Trung Nhà sản xuất: Kênh Thu Trang Official - Về nhà ăn Tết – Nguyễn Thành Nam Nhà sản xuất: Kênh Hồ Bích Trâm Official - Tâm sắc Tấm – Neko Lê Nhà sản xuất: Kênh Ngọc Thanh Tâm Official - Gia đình cục súc – Ngọc Hùng Nhà sản xuất: Kênh Võ Tấn Phát - Chàng phi công của em – Đỗ Thái Nhà sản xuất: Kênh Ưng Hoàng Phúc - Vợ hai – Huy Trần Nhà sản xuất: Kênh KIM Entertainment - Bí mật 69 – Huy Khánh Nhà sản xuất: Kênh Huy Khánh Entertainment - Chị mẹ học yêu – Quốc Thuận Nhà sản xuất: Kênh Galaxy Play - Chuyện trường chuyện lớp – Nguyễn Đức Cảnh Nhà sản xuất: Kênh Hải Triều | |
| Nam diễn viên xuất sắc nhất - Minh Dự – Gia đình cục súc (vai Súc) - Trấn Thành – Tâm sắc Tấm (vai Louis Trần) - Tiến Luật – Chuyện xóm tui phần 2 (vai Mạnh Gấu) - Võ Tấn Phát – Gia đình cục súc (vai Cục) - Khương Dừa – Về nhà ăn Tết (vai Đức) - Ưng Hoàng Phúc – Chàng phi công của em (vai Hoàng Phúc) - Huy Khánh – Vợ hai (vai Đăng Quân) - Huy Khánh – Bí mật 69 (vai Khánh) - Minh Anh – Bí mật 69 (vai Bơ) - Nhật Huy – Chị mẹ học yêu (vai Cu Bin) - Mạc Văn Khoa – Chị mẹ học yêu (vai Khoa) - Hải Triều – Chuyện trường chuyện lớp (vai Kim Thanh) | Nữ diễn viên được yêu thích nhất - Hồ Bích Trâm – Về nhà ăn Tết (vai Dương) - Ngọc Thanh Tâm – Tâm sắc Tấm (vai Tâm) - Thu Trang – Chuyện xóm tui phần 2 (vai Nhót) - Kim Cương – Chàng phi công của em (vai Thiên Kim) - Diễm Trần – Vợ hai (vai Thi Mây) - Bella Mai – Vợ hai (vai Phương Mai) - Cao Thái Hà – Bí mật 69 (vai Ngân) - Ngọc Trinh – Chị mẹ học yêu (vai Băng Di) |

### Phim ngắn trên nền tảngTikTok(Đồng hành)
| Phim hay nhất & Phim được yêu thích nhất - Outside the door – Nguyễn Thị Bích Huyền - Cái nồi cũ – Trần Tuấn Đạt - Tựa bên nhau – Vũ Tuấn Dũng - Bước (Step) – Nguyễn Chí Thiện - Tái sinh (Regenerate) – Nguyễn Tô Ngọc Diễm - Black & White – Huỳnh Chí Hào - Sự ồn ào của mẹ – Nguyễn Thị Bích Huyền - Please! Stay at home – Đào Quốc Nam - Đừng tìm hạnh phúc xa vời, hạnh phúc luôn ở ngay hiện tại của chúng ta – Phan Thị Hồng Yến - Ước mơ của bố – Nguyễn Quang Tuấn - Đừng bao giờ từ bỏ ước mơ – Trịnh Công Tuấn - Cách sống tôi chọn – Lưu Thị Minh Như - Những chiếc hộp – Phan Trọng Phúc - Muỗi – Phạm Thành Huân |